# Łuczki (Kraj Nadmorski)
Łuczki (ros. Лучки) – wieś (sieło) w Rosji, w Kraju Nadmorskim, w rejonie chorolskim. W 2010 liczyła 863 mieszkańców.